# Lucien Simon

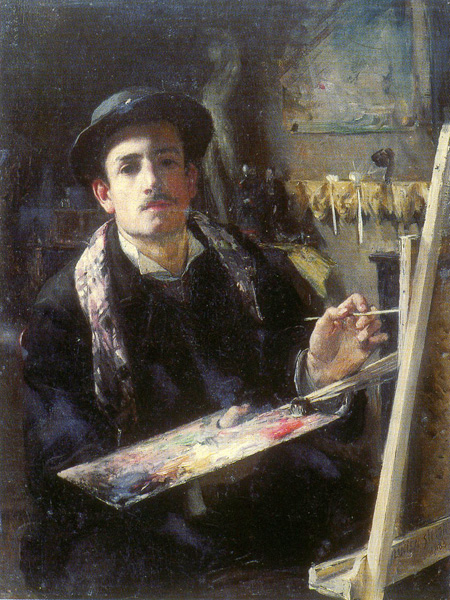
Selbstporträt (1883)

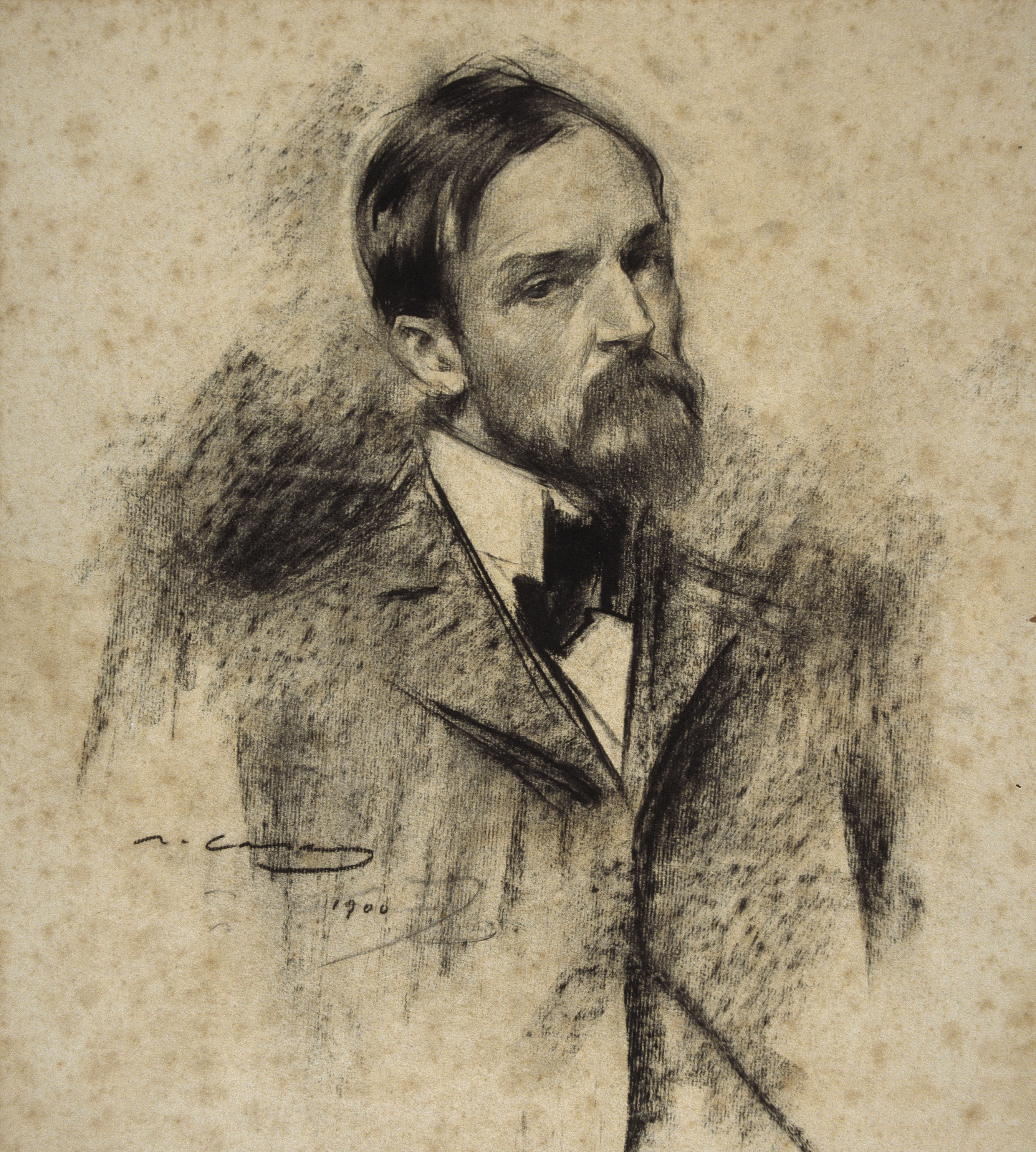
Lucien Simon –
im Porträt von Ramon Casas
MNAC, Barcelona

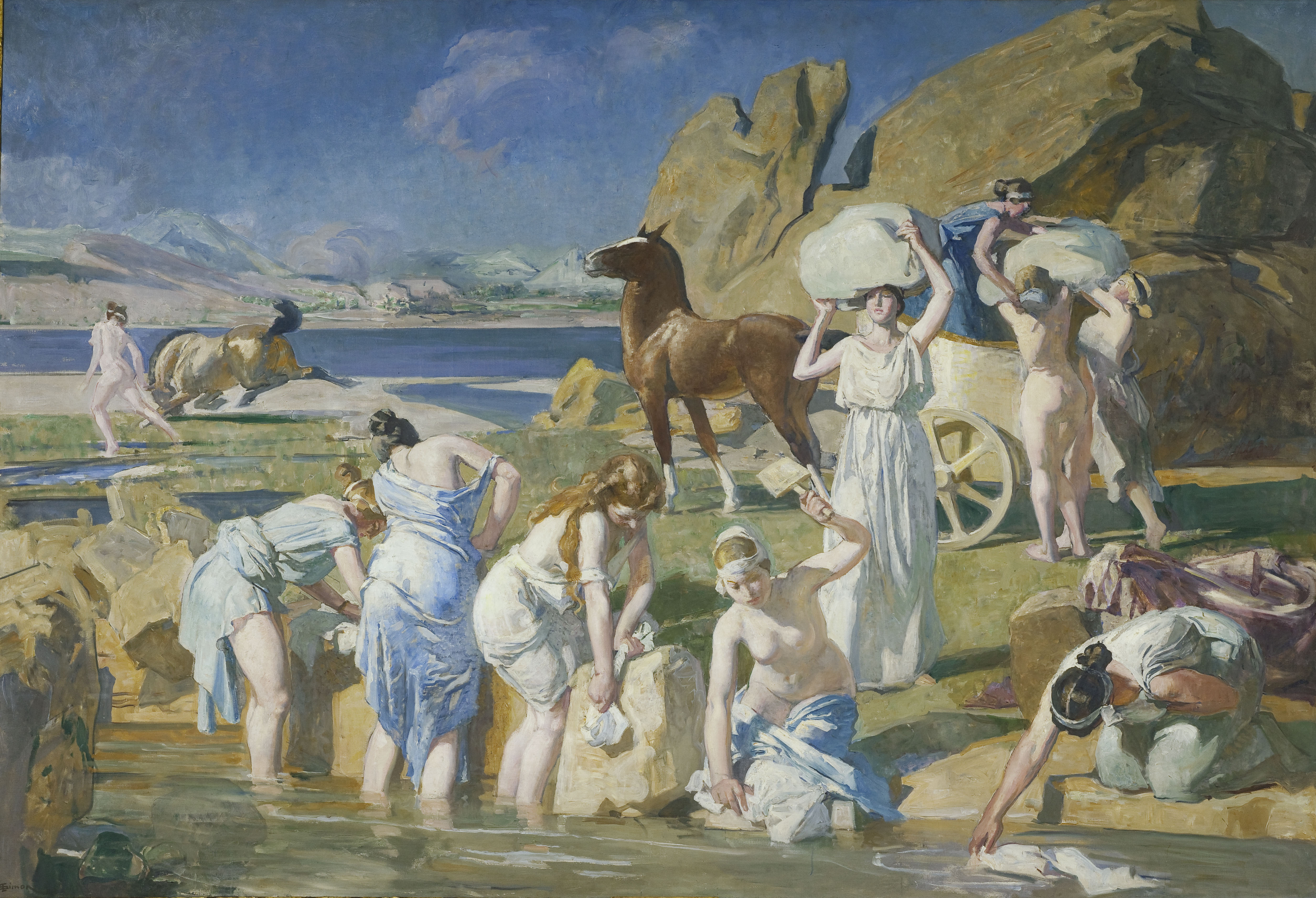
Nausicaa (1915)

Lucien Joseph Simon (* 18. Juli 1861 in Paris; † 13. Oktober 1945 in Sainte-Marine in der Bretagne) war ein französischer Maler, Aquarellist und Lithograf.

## Leben und Wirken
Lucien Simon wurde 1861 in Paris im 6. Arrondissement als Sohn eines Arztes und dessen aus einer Kaufmanns- und Juristenfamilie stammenden Ehefrau geboren. Nach dem Besuch des Lycée Louis-le-Grand war er auf der École polytechnique. Nach seinem Bachelor-Abschluss freundete er sich während des folgenden Militärdienstes mit dem Maler George Desvallières (1861–1950) an. Simon erhielt seine künstlerische Ausbildung im Atelier von Jules Didier (1831–1914) sowie von 1881 bis 1885 bei Tony Robert-Fleury und William Adolphe Bouguereau an der Académie Julian.
Er beteiligte sich erstmals 1881 und dann regelmäßig ab 1885 an Ausstellungen im Salon des Artistes Français sowie auch im Salon der Künstlervereinigung Société nationale des beaux-arts (SNBA). Während einer Reise in die Niederlande wurde er durch die Werke von Frans Hals beeinflusst. 1890 trat er der Vereinigung SNBA bei.
Im Jahr 1890 heiratete er Jeanne Dauchez, eine Porträtmalerin und Schwester des bretonischen Malers André Dauchez (1870–1948). Durch die häufigen Besuche in deren Elternhaus in der Bretagne entdeckte er diese Landschaft für sich. 1901 kaufte das Paar in Sainte-Marine bei Combrit ein Haus für die Familie, ein Gebäude, das früher als Sémaphore (Telegrafenstation) gedient hatte. Die Landschaft und das bäuerliche Leben der Bretagne bestimmten nun sein Leben und seine Arbeit.
Der Maler Charles Cottet (1863–1925) war der Initiator einer 1895 gegründeten kleinen Gruppe, „La Bande Noire“ genannt wegen der allgemeinen dunklen Tonalität ihrer Arbeiten. Der Begriff, oder (seltener) auch „die Nubier“ stand im Gegensatz zu den Nabis-Malern. Mitglieder der Gruppe waren neben Lucien Simon und seinem Schwager André Dauchez unter anderem Edmond Aman-Jean (1858–1936), Xavier Prinet (1861–1946) und René Ménard (1862–1930).
Simon war 1902 einer der ersten Lehrer an Martha Stettlers Académie de la Grande Chaumière und unterrichtete gleichzeitig an der Académie Colarossi, außerdem hatte er auch Privatschüler. Er lehrte von 1923 an der École Nationale des Beaux-Arts und wurde 1929 in die Académie des Beaux-Arts (Stuhl 11 der Sektion für Malerei) gewählt. Von 1937 bis 1943 hatte er die Leitung (Kurator) des Musée Jacquemart-André in Paris inne. Simon war korrespondierendes Mitglied der Münchener Secession.
Lucien Simon unternahm zahlreiche Auslandsreisen. So führten ihn diese unter anderem 1880 (und nochmals 1896) in die Niederlande und nach Belgien, 1882 nach Algerien, 1891 und 1900 nach Spanien, 1899 und 1907 nach Italien, 1908 wiederum nach Algerien, 1909 nach London, 1911/12/13 nach Italien, 1922 in die USA, 1927 nach Marokko, 1931 nach Südamerika – Argentinien und Brasilien – sowie 1937 nach Luxemburg.
Lucien Simons Œuvre umfasste hauptsächlich bretonische Landschaften, Porträts und religiöse Prozessionen, es zeigte den Alltag der Fischer und Landwirte. Er war der Maler des Bigoudenlandes (pays bigouden). Lucien Simon starb 1945 in Sainte-Marine, er wurde auf dem Friedhof von Combrit beigesetzt.

## Familie
Der Ehe mit Jeanne Dauchez (1869–1949) entstammten vier Kinder:
- Paul Simon (1892–1979), ein Bildhauer, seit 1926 verheiratet mit Élisabeth Derrien.
- Lucienne Boyer (1896–1970), eine Musikerin, seit 1920 verheiratet mit André Boyer.
- Charlotte Aman-Jean (1897–1994), eine Malerin, seit 1917 verheiratet mit François Aman-Jean, einem Sohn des Edmond Aman-Jean.
- Pauline de La Jarrige (1909–1991), eine Glas-Malerin, seit 1935 verheiratet mit Bernard de La Jarrige.

## Ehrungen, Preise
- 1900: Goldmedaille auf der Pariser Weltausstellung
- 1900: Ritter der Ehrenlegion (Ch. LH)
- 1901: Große goldene Medaille, Akademieausstellung Dresden[4]
- 1901: Medaille I. Klasse, Glaspalast München[4]
- 1902: Ehrenmitglied der Akademie der Bildenden Künste München[5]
- 1911: Ehrenlegion, Erhebung in den Rang eines Offiziers (O. LH)
- 1911: Officier de la Couronne de Belgique (Offizier des belgischen Kronenordens)
- 1923: Professor an der École des Beaux-Arts in Paris
- 1927: Assoziiertes Mitglied der Académie royale des Sciences, des Lettres et des Beaux-Arts de Belgique[6]
- 1930: Ehrenmitglied der Royal Society of British Artists und der Royal Academy of Arts
- 1933: Ernennung zum offiziellen Marinemaler (Peintre Officiel de la Marine) im Range eines Offiziers
- 1937: Erster Preis bei der Pariser Weltfachausstellung für die Arbeiten im Luxemburg-Pavillon: La procession dansante d’Echternach, La Moselle und La Sûre. Ersteres ist heute in der Echternacher St.-Willibrord-Basilika zu sehen.[7]

## Werke (Auswahl)
- Procession à Penmarc’h. (1900, Öl auf Leinwand, 136 × 175,5 cm), Musée d’Orsay[8][9]
- Les Courses. (1917), National Gallery of Victoria, Melbourne[10]
- Jour d’été, portrait de mes enfants. (1905), Musée d’Orsay[8]
- L’atelier de l’artiste. Musée d’Orsay[8]
- La récolte de pommes de terre. (1907), Musée des Beaux-Arts de Quimper[11]
- La Chapelle de la Joie à Penmarc’h. (1913), Musée des Beaux-Arts de Quimper[11]
- Bretons. (1907), Eremitage (Sankt Petersburg)[12]
- Les enfants du peintre. Eremitage (Sankt Petersburg)[13]
- Ringkämpfe in der Bretagne. (1898), Museum voor Schone Kunsten Gent[14]
- Jésus guérissant les malades. (1894), Philadelphia Museum of Art[15]
- La Messe du Soldat. und Le Sacrifice. Paris, L’église Notre-Dame-du-Travail-de-Plaisance – la chapelle des Défunts[16]
- La Moselle. (1936, Öl auf Leinwand, 397 × 312,5 cm), Nationalmuseum für Geschichte und Kunst, Luxemburg (Stadt)[9]
- La Sûre. (1936, Öl auf Leinwand, 396 × 313 cm), Nationalmuseum für Geschichte und Kunst, Luxemburg (Stadt)[9]
- La procession dansante d’Echternach. (1937, Öl auf Leinwand, 400 × 630 cm), Echternach, St.-Willibrord-Basilika[7][9]

## Ausstellungen (Auswahl)
- 1881: Salon des Artistes Francais
- ab 1895: regelmäßig auf den Salons der Société nationale des beaux-arts
- 1896: München (Secession)
- 1902: Berlin (Secession)
- 1905: Barcelona
- 1925: in Buenos Aires
- 2006: Musée des Beaux-Arts de Quimper

## Schüler
| - Mathilde Battenberg (1878–1936) - Elisabeth Büchsel (1867–1957) - Sever Burada (1896–1968) - Alice Dannenberg (1861–1948) - Rudolf Großmann (1882–1941) - Elisabeth Noltenius (1888–1964) | - Elena Popea (1879–1941) - Jean Alexandru Steriadi (1880–1956) - Martha Stettler (1870–1945) - Helmuth Westhoff (1891–1977) - Gretchen Wohlwill (1878–1962) - Gertrud Zuelzer (1873–1968) |